# Mikovec
Mikovec je naselje u Hrvatskoj u sastavu općine Svetog Petra Orehovca. Nalazi se u Koprivničko-križevačkoj županiji. 

## Zemljopis
Jugozapadno su Sveti Petar Orehovec i Orehovec, zapadno je Črnčevec, sjeveroistočno su Hrgovec, Dedina, Žibrinovec i potok Kamešnica, jugoistočno su Zamladinec, Bočkovec, i Piškovec, južno je Selanec.

## Stanovništvo
| broj stanovnika | 98    | 81    | 82    | 88    | 98    | 105   | 102   | 108   | 99    | 95    | 90    | 90    | 85    | 78    | 81    | 65    | 61    |
|                 | 1857. | 1869. | 1880. | 1890. | 1900. | 1910. | 1921. | 1931. | 1948. | 1953. | 1961. | 1971. | 1981. | 1991. | 2001. | 2011. | 2021. |